# Desmond Bagley
Desmond Bagley (Kendal, 29 de outubro de 1923 – Southampton, 12 de abril de 1983) foi um jornalista e romancista britânico conhecido principalmente por uma série de thrillers best-sellers. 
Nascido Simon Bagley, filho de um mineiro em Kendal, Cúmbria, cresceu na pensão de seus pais e abandonou a escola aos 14 para trabalhar para uma impressora. Ele passou a Segunda Guerra Mundial fazendo peças para aviões de guerra e viajou à África do Sul em 1947. Tentou jornalismo, trabalhou como fotógrafo de boate e conheceu Joan Margaret Brown, com quem se casou em 1960. Em abril de 1983, adoeceu em sua casa na ilha de Guérnesei, no canal da Mancha, e foi levado ao hospital geral de Southampton, onde faleceu dia 12. Dentre seus livros mais conhecidos está Running Blind.

## Obras
- The Golden Keel (1963)
- High Citadel (1965)
- Wyatt's Hurricane (1966)
- Landslide (1967)
- The Vivero Letter (1968)
- The Spoilers (1969)
- Running Blind (1970)
- The Freedom Trap (1971)
- The Tightrope Men (1973)
- The Snow Tiger (1975)
- The Enemy (1977)
- Flyaway (1978)
- Bahama Crisis (1980)
- Windfall (1982)
- Night Of Error (1984)
- Juggernaut (1985)
- Domino Island (2019, completado por Michael Davies)
- An Enquiry into a Novelist (2021,  editado e publicado por Philip Eastwood)